# Dypsis crinita
Espèce
Statut de conservation UICN

 NT  : Quasi menacé
Dypsis crinita est une espèce de palmiers (Arecaceae), endémique de Madagascar. En 2012 elle est considérée par l'IUCN comme une espèce quasi-menacée.

## Répartition et habitat
Cette espèce est endémique de Madagascar où elle est présente entre 100 et 900 m d'altitude. Elle pousse dans la forêt tropicale humide de basse altitude, sur le bord des rivières et plus rarement dans des zones marécageuses.